# دافيد فوستر

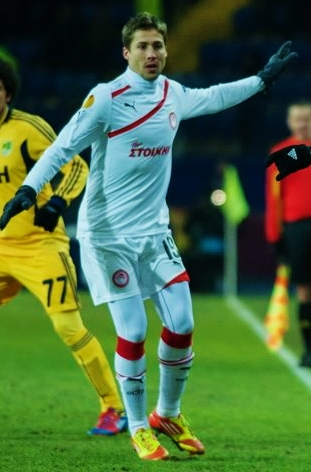

ديفيد فوستر (بالإسبانية: David Fuster)‏ (مواليد 3 فبراير 1982 في أوليفا - إسبانيا) لاعب كرة قدم إسباني يلعب حاليا لصالح نادي الدرجة الأولى فياريال الإسباني منذ 2009 في مركز الوسط المهاجم كما يجيد اللعب في مركز الجناح الأيمن والأيسر .

## روابط خارجية
- دافيد فوستر على موقع قاعدة بيانات كرة القدم.إي يو (الإنجليزية)
- دافيد فوستر على موقع Soccerbase.com (لاعب) (الإنجليزية)
- دافيد فوستر على موقع Soccerway.com (الإنجليزية)
- دافيد فوستر على موقع عالم كرة القدم.نت (الإنجليزية)
- دافيد فوستر على موقع كووورة
- دافيد فوستر على موقع AS.com (الإسبانية)